# فرانك إكس. شفاب
فرانك إكس. شفاب هو سياسي أمريكي، ولد في 14 أغسطس 1874 في بوفالو في الولايات المتحدة، وتوفي بنفس المكان في 23 أبريل 1946. نشط حزبياً في الحزب الجمهوري.